# Do You Love Me Like You Say?
Do You Love Me Like You Say? is een nummer van de Amerikaanse zanger Terence Trent D'Arby uit 1993. Het is de eerste single van zijn derde studioalbum Symphony or Damn.
Het nummer gaat, zoals de titel al doet vermoeden, over een man die twijfelt of de liefde van zijn vrouw voor hem wel oprecht is. "Do You Love Me Like You Say?" flopte in Amerika, maar werd wel een klein hitje in het Verenigd Koninkrijk. In Nederland was het succes ook bescheiden met een 8e positie in de Tipparade.

## Tracklijst
CD-maxi
1. "Do You Love Me Like You Say?" - 3:59
2. "Read My Lips (I Dig Your Scene)" - 4:36
3. "Perfumed Pavillion (The Motion Of My Memories)" - 4:20
4. "Do You Love Me Like You Say?" (Original Rude Boy Mix) - 5:57